# Armed and Dangerous
Armed and Dangerous là một game do Planet Moon Studios tạo ra và LucasArts phát hành vào năm 2003. Đây là một game bắn súng phiêu lưu hành động góc nhìn thứ ba, nhại lại cả các game khác và một số phương tiện truyền thông khác như The Lord of the Rings, Star Wars, và Monty Python and the Holy Grail, sử dụng các đoạn đối thoại và cắt cảnh hài hước trong game. Trò chơi có sự tham gia của các diễn viên và diễn viên lồng tiếng như Brian George trong vai anh hùng chính Roman, Jeff Bennett, John Mariano và Pat Fraley trong vai các bạn đồng hành của Roman là Jonesy, Rexus và Q, và Tony Jay trong vai phản diện King Forge.

## Lối chơi
Armed and Dangerous thuộc thể loại game hành động bắn súng góc nhìn thứ ba, camera lơ lửng phía sau Roman, nhân vật người chơi, mọi lúc. Trò chơi này chủ yếu điều khiển nhân vật đi bộ, với hầu hết những màn chơi kết hợp các ụ súng máy có thể sử dụng được, mặc dù có một số màn phòng thủ cơ bản để người chơi ở trong một tháp súng di động được gắn trên đường ray trên đỉnh của bức tường phòng thủ; những cấp độ này được chơi ở góc nhìn thứ nhất.
Vũ khí và trang bị được dùng trong Armed and Dangerous là sự pha trộn của các loại súng bắn tỉa, bao gồm khóa nòng trượt và súng ngắm, súng tiểu liên và súng phóng lựu, nhưng cũng có giá trị khác thường hơn như súng 'Land Shark Gun', bắn ra một con cá mập to lớn bơi trên mặt đất gọi là Land Shark, một sinh vật lướt trên mặt đất, tìm kiếm và nuốt chửng kẻ thù. Các thiết bị khác thường bao gồm một lỗ đen thu nhỏ, một quả lựu đạn hơi gas làm cho kẻ thù quay qua đánh lẫn nhau và một thiết bị tạm thời đảo ngược trọng lực, khiến kẻ thù 'rơi' lên bầu trời và lật ngược thế giới theo nghĩa đen trước khi thiết bị tắt phụt, trả lại trọng lực bình thường và mang quân địch bị ảnh hưởng rơi xuống đất chết tươi. Bên cạnh vũ khí, một số màn chơi sau này còn trang bị cho người chơi một cái ba lô phản lực, cho phép bay trên khoảng cách vừa phải.

## Đón nhận
Trò chơi đã nhận được "đánh giá chung có lợi" trên cả hai nền tảng theo trang web tổng hợp kết quả đánh giá Metacritic.

## Khả năng tương thích ngược
Ngày 28 tháng 11 năm 2007, Microsoft đã phát hành bản cập nhật tương thích ngược cho Xbox 360 cho phép chủ sở hữu Xbox 360 chơi phiên bản đĩa Xbox của Armed and Dangerous.
Ngày 10 tháng 6 năm 2019, Microsoft đã công bố kết thúc chương trình tương thích ngược cho Xbox One dành cho cả các tựa game Xbox Original và 360. Armed and Dangerous là một trong số các tựa game Xbox Original cuối cùng được tương thích trên hệ thống Xbox One.
Kết thúc của chương trình tương thích ngược là tập trung nhiều hơn vào Xbox "Project Scarlet" mới sắp ra mắt cũng như khả năng tương thích ngược cho hệ thống mới bao gồm các tựa game Original, 360 và One, do vậy Armed and Dangerous sẽ có thể chơi được trên cả bốn dòng đời Xbox.
Cùng với thông báo ngày 10 tháng 6, Armed and Dangerous đã được thêm vào Xbox Marketplace có sẵn dưới dạng bản tải xuống kỹ thuật số cho Xbox 360, Xbox One và "Project Scarlet" sắp tới. Tất cả các phiên bản đĩa của trò chơi cũng sẽ có thể chơi được trên tất cả các hệ thống.